# Hervormde kerk (Gerkesklooster)
De Hervormde kerk van Gerkesklooster is een kerkgebouw in Gerkesklooster in de Nederlandse provincie Friesland.

## Beschrijving
Het gebouw uit de 15e eeuw was een brouwerij van het voormalige klooster Jeruzalem. In 1629 werd de brouwerij verbouwd tot kerk. In 1769 kreeg de kerk op de verlaagde muren een nieuwe kap. De klok (1858) in de toren is gegoten door Van Bergen. In de gevels bevinden zich (dichtgemetselde) korfbogige nissen en vensters. De banken zijn afkomstig uit de kerk van Britswerd. Het orgel uit 1975 is gebouwd door de firma Flentrop. Het kerkgebouw is een rijksmonument.

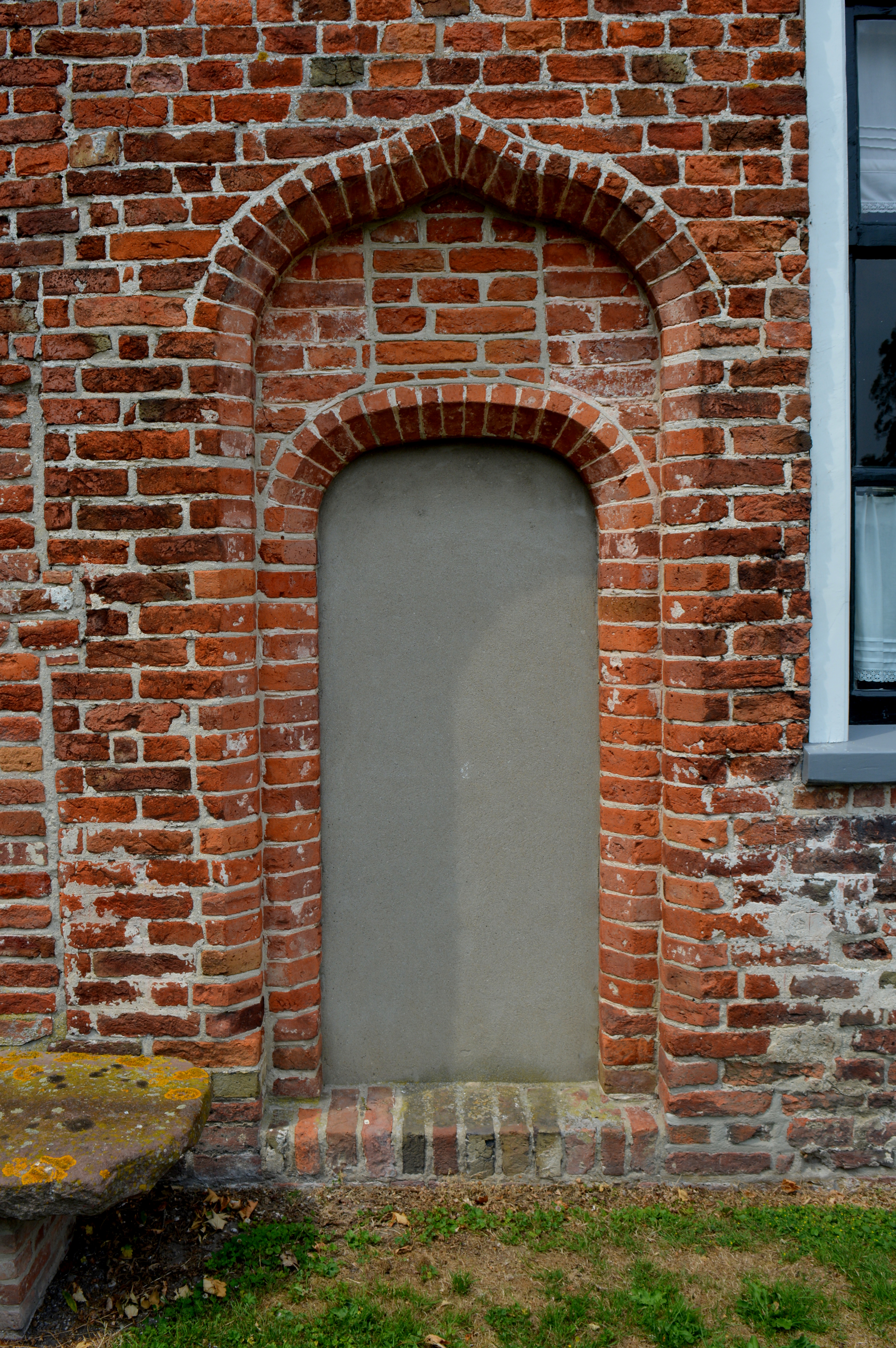
Korfbogige nis (2017)